# S Storm
Série
Z Storm
(2014) L Storm
(2018)
Pour plus de détails, voir Fiche technique et Distribution.
S Storm (S風暴, S Feng bao, litt. « Tempête S ») est un thriller policier sino-hongkongais réalisé par David Lam et sorti en 2016. C'est le deuxième volet de la série des Storm après Z Storm (2014) et avant L Storm (2018), P Storm (2019) et G Storm (2021).
Il totalise 30 millions $US au box-office chinois de 2016, ce qui est le double du précédent volet.

## Synopsis
Alors qu’il effectue la filature d'un trader du Jockey Club, l’inspecteur principal William Luk (Louis Koo) de la Commission indépendante contre la corruption de Hong Kong est témoin du meurtre de ce trader par un assassin solitaire (Vic Chou (en)). L'inspecteur Lau Po-keung (Julian Cheung) de la criminelle est chargé de l’affaire du meurtre mais n'obtient aucun résultat de la part de Luk, qui refuse de révéler quoi que ce soit se rapprochant de sa propre enquête, nouvel épisode de la guerre des polices.
Lorsque l'enquête de la police mène à une personne appelée l'« Enseignant » (Lo Hoi-pang), Terry Lun (Bowie Lam), le parrain des paris illégaux sur le football de Hong Kong et directeur de la sécurité du Jockey Club, est assassiné. Tandis que Lau se lance à la poursuite de l'assassin, celui-ci s'échappe en utilisant la sœur de Lau, Ebby (Dada Chan).
Le tueur à gage a été engagé par le « Grand patron », le cerveau d'un syndicat du crime international qui truque des matchs de football en Europe, pour tuer l'« Enseignant ». Le partenaire du « Grand patron », Ha Chi Yin (Shek Sau (en)), est l'un des directeurs du Jockey Club et candidat au poste de prochain président.

## Fiche technique
- Titre original : S風暴
- Titre international : S Storm
- Réalisation : David Lam
- Scénario : Wong Ho-wah
- Production : Raymond Wong Pak-ming
- Société de production : Pegasus Motion Pictures (zh), My Pictures Studio et Shanghai Jiaxi Cultural Communications
- Pays d’origine :  Hong Kong et  Chine
- Langue : cantonais, mandarin et anglais
- Format : couleur
- Genres : thriller, policier
- Durée : 95 minutes
- Date de sortie :
  - Chine : 14 septembre 2016
  - Hong Kong et Malaisie : 15 septembre 2016
  - Taïwan : 30 septembre 2016

## Distribution
- Louis Koo : William Luk
- Julian Cheung : Lau Po-keung
- Vic Chou (en) : Song Yan-sheun
- Ada Choi (en) : Wong Man-ling
- Bowie Lam : Terry Lun
- Dada Chan : Ebby Lau
- Janelle Sing : Tammy Tam
- Lo Hoi-pang : Sun Wah-shan
- Derek Tsang : Joe Ma
- Jacky Cai : Lily Li
- Jenny Xu : la grande femme
- Song Haijie : Liu Hang
- Sam Chan : Ballman
- Deon Cheung : Siu Leung
- Alan Luk : Choi
- Jones Lee : Fork